# تيم بيرك (لاعب كرة قاعدة)
تيم بيرك (بالإنجليزية: Tim Burke)‏ هو لاعب كرة قاعدة أمريكي، ولد في 19 فبراير 1959 في أوماها في الولايات المتحدة.

## وصلات خارجية
- تيم بيرك على موقع دوري كرة القاعدة الرئيسي (الإنجليزية)
- تيم بيرك على موقعبيزبول رفرنس.كوم (الدوري الرئيسي) (الإنجليزية)
- تيم بيرك على موقعبيزبول رفرنس.كوم (الدوري الثانوي) (الإنجليزية)
- تيم بيرك على موقع إي إس بي إن.كوم (أم.أل.بي) (الإنجليزية)
- تيم بيرك على موقع مشجعي الرسوم البيانية (الإنجليزية)